# Hasan Demirović
Hasan Demirović (Vlasenica, 1897. – 1976.), hrvatski učitelj, političar, gospodarski i kulturni dužnosnik Hrvata, dužnosnik NDH

## Životopis
Rođen u Vlasenici. U Mostaru je završio nižu opću srednju školu i Učiteljsku školu. U Rogatici službovao kao učitelj. Potom je otišao u Sarajevo i radi kao trgovinski stručnjak u pilanskom pogonu na Palama. Nakon nekog je vremena postaje suvlasnik jedne pilane i nastavio kao gospodarstvenik. Aktivni sudionik sarajevskog društvenog života. Na čelu raznih ustanova. Predsjednik je Zemaljske štedionice, dopredsjednik SAŠK-a i član Napretkove zadruge.
U NDH imenovan kolovoza 1941. za gradonačelnika Sarajeva. Dužnost je obnašao do svibnja 1942., kad se vratio prijašnjem radu u privredi. Obnašanje vlasti u NDH jugoslavenskom režimu nije prolazilo. Komunistički vojni sud Zapovjedništva grada Sarajeva osudio ga je 1945. na pet godina prisilnog rada. Po izlasku iz zaposlio se u ministarstvu drvne industrije NR BiH.